# Ángela Costa de Dobrenky
Ángela Costa de Dobrenky fue una médica pediatra argentina perteneciente a la minoritaria primera generación de mujeres médicas de la Argentina en la primera mitad del siglo XX, contradiciendo el discurso de género dominante en la distribución de profesiones.

## Trabajo científico sobre pediatría
Los escritos sobre puericultura (pediatría) de Costa de Dobrenski se sustentaron en la práctica de la medicina en ese contexto tanto social como individual. En estos artículos, buscaba elaborar respuestas a los problemas vividos por las madres de manera cotidiana, conocidos a partir de la práctica profesional diaria.  En uno de sus textos se preguntaba: “¿Puede la madre llevar a cabo nuestra indicación? ¿Dispone de medios y sabe hacerlo? ¿Comprende nuestro consejo?”, y en su respuesta se traslucía la práctica cotidiana de los médicos en los Dispensarios: “en muchos casos no hemos ni empezado cuando hacemos la indicación médica de rigor”

## Su condición de médica y mujer
Costa de Dobrenky era agregada del Instituto de Puericultura N° 3, en la parroquia de Santa Lucía, conocida también como "Barracas", en el barrio homónimo de Buenos Aires., dependiente de la Municipalidad.
La condición de médico agregado, que era el inicio en el escalafón médico dentro de la Asistencia Pública, suponía el ejercicio del cargo en forma honoraria; la plaza siguiente era la de Médico auxiliar rentado y se obtenía por concurso.
Una minoría de médicas pertenecía a la Sociedad de Puericultura.  En 1935, al momento de su fundación, de la nómina de sesenta y seis socios fundadores, además de Costa de Dobrenky, solo otras nueve eran mujeres. La inserción de esta primera generación de mujeres médicas dentro de las instituciones fue muy limitada. A esto se sumó que su participación se desarrollaba en los puestos de más baja jerarquía y en la situación laboral más precaria, lo cual no impidió su adhesión a los postulados básicos de la puericultura.

En la Argentina, la incorporación de las mujeres a la profesión médica se produjo con dificultades, aunque paulatinamente lograron formar parte del campo profesional. Además de Cecilia Grierson, figura emblemática de la situación de las médicas dentro del campo profesional, una primera generación de médicas se incorporó a la profesión:  entre otras, Petrona Eyle, (1866-1945), Julieta Lanteri (1873-1932), Elvira Rawson de Dellepiane (1867-1954), Alicia Moreau de Justo (1885-1986), María Teresa Ferrari de Gaudino (1887- 1956).
Ellas representaron no solo el acceso de las mujeres al ámbito universitario, resultado de los cambios en el sistema educativo sino también el lento reconocimiento de las posibilidades de las mujeres de participar en el campo científico.